# Châtelet (Paris metro)
Châtelet är den största tunnelbanecentralen i Paris metro och har stationer för linje 1, 4, 7, 11 och 14 samt anslutning till Paris pendeltåg (RER) linje A, B, D via stationen Châtelet-Les Halles och även till station Les Halles på linje 4. Alla perronger och stationer är ihopbyggda med långa gångar, rulltrappor och rullband och bildar tillsammans en av världens största och mest trafikerade underjordiska centraler. Station Châtelet har 10 perronger samt 11 spår, till detta tillkommer perronger och spår för pendeltågen som ansluter. En av entréerna Place Sainte-Opportune är skapad av Hector Guimard med glastak och är en av tre som finns kvar i sitt originalskick från början av 1900-talet. De andra gamla entréerna med glastak finns på station Porte Dauphine och Abbesses. Namnet Châtelet kommer från Place du Châtelet som ligger vid en av entréerna.

## Bilder

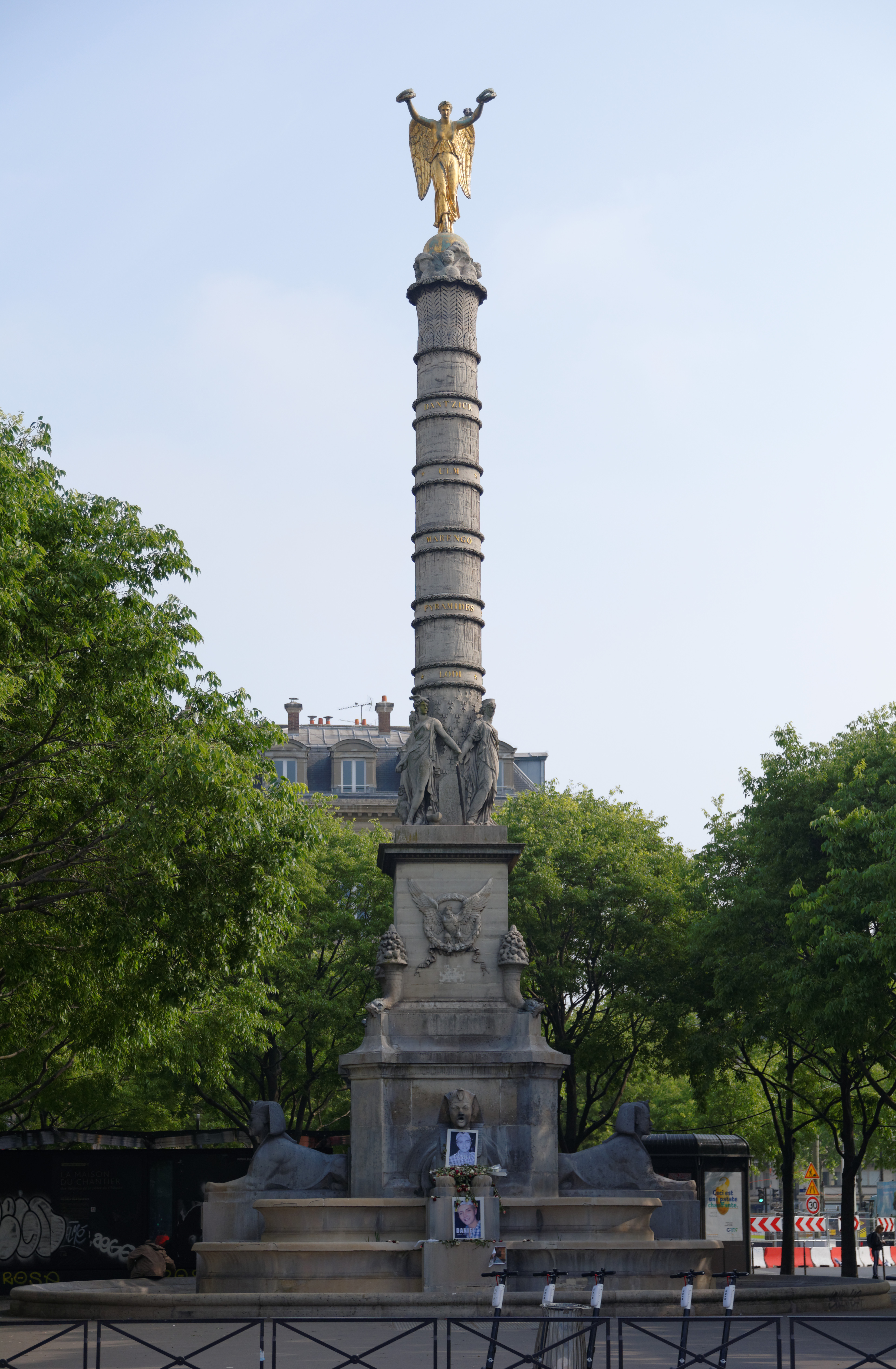
Place du Châtelet
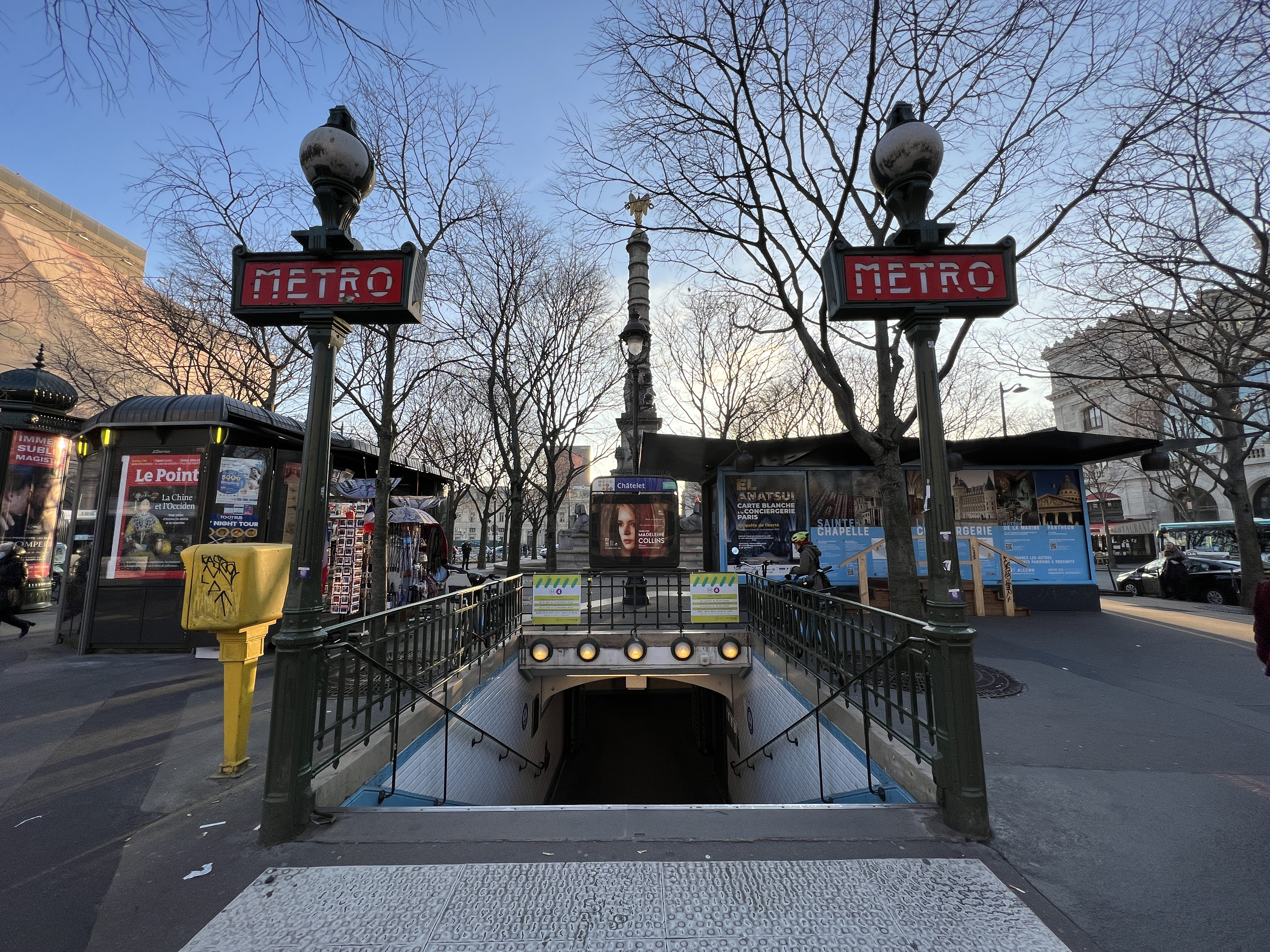
Entré vid Place du Châtelet
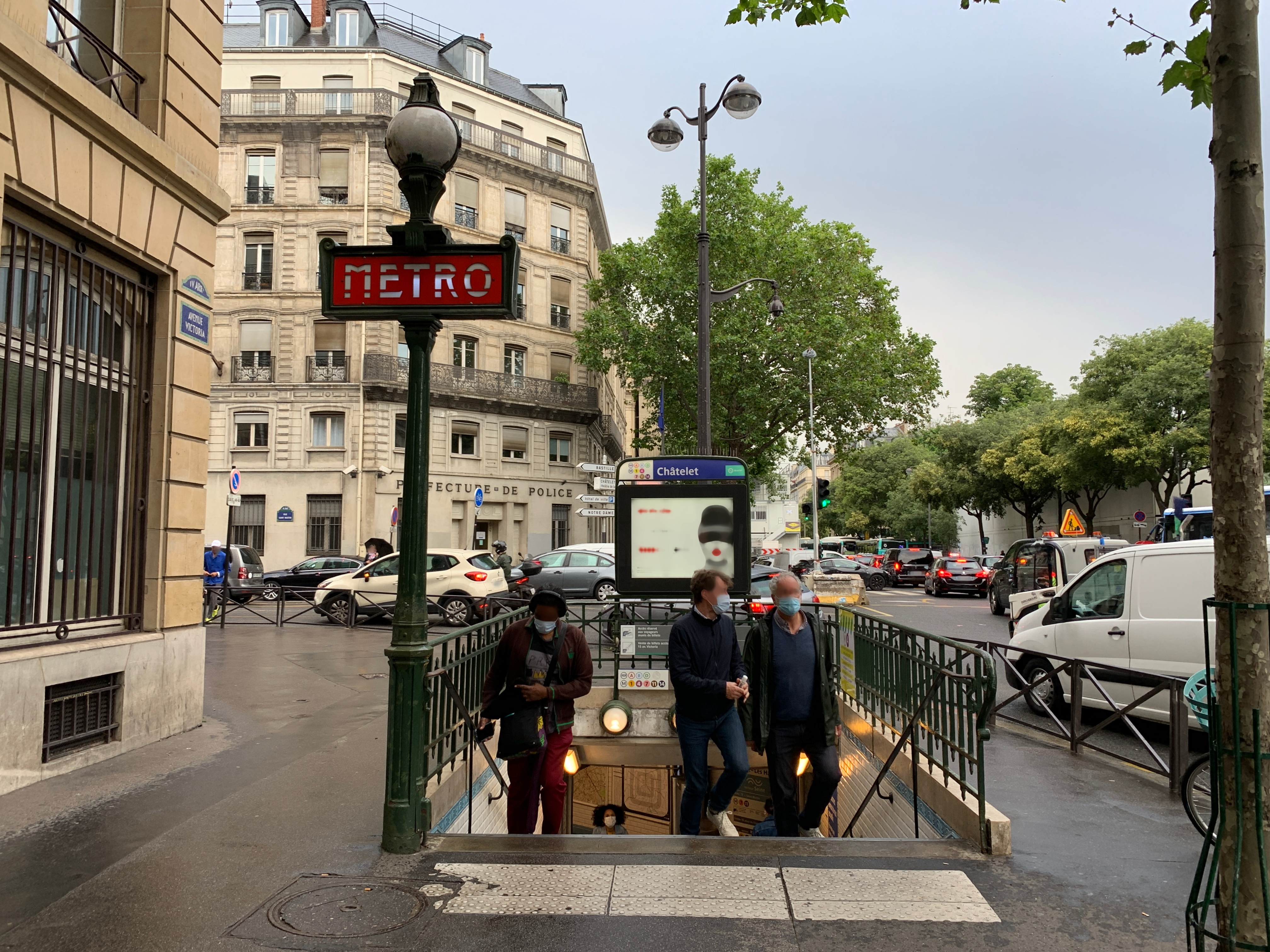
Entré vid Avenue Victoria
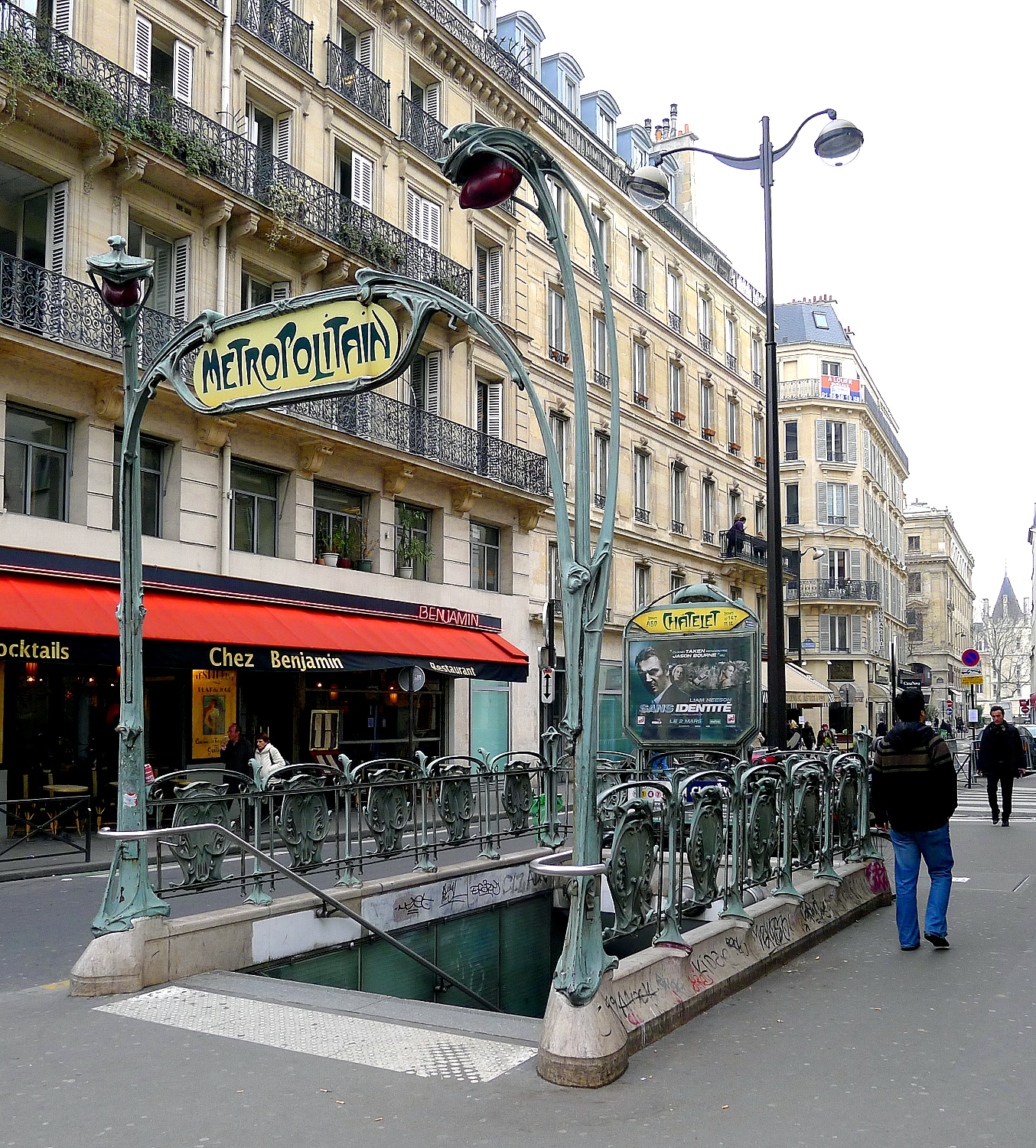
Entré vid Rue de Rivoli
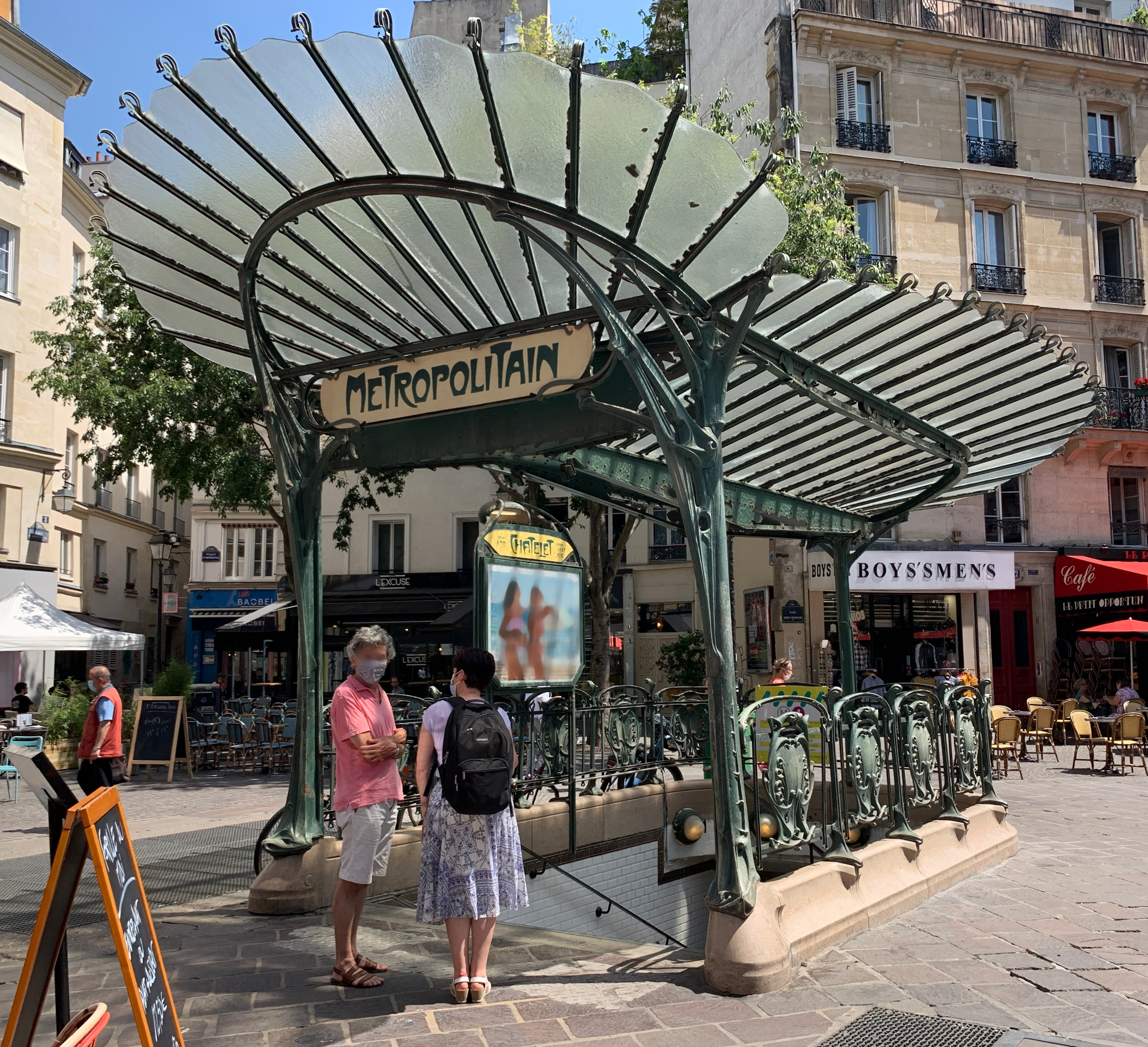
Entré vid Place Sainte-Opportune
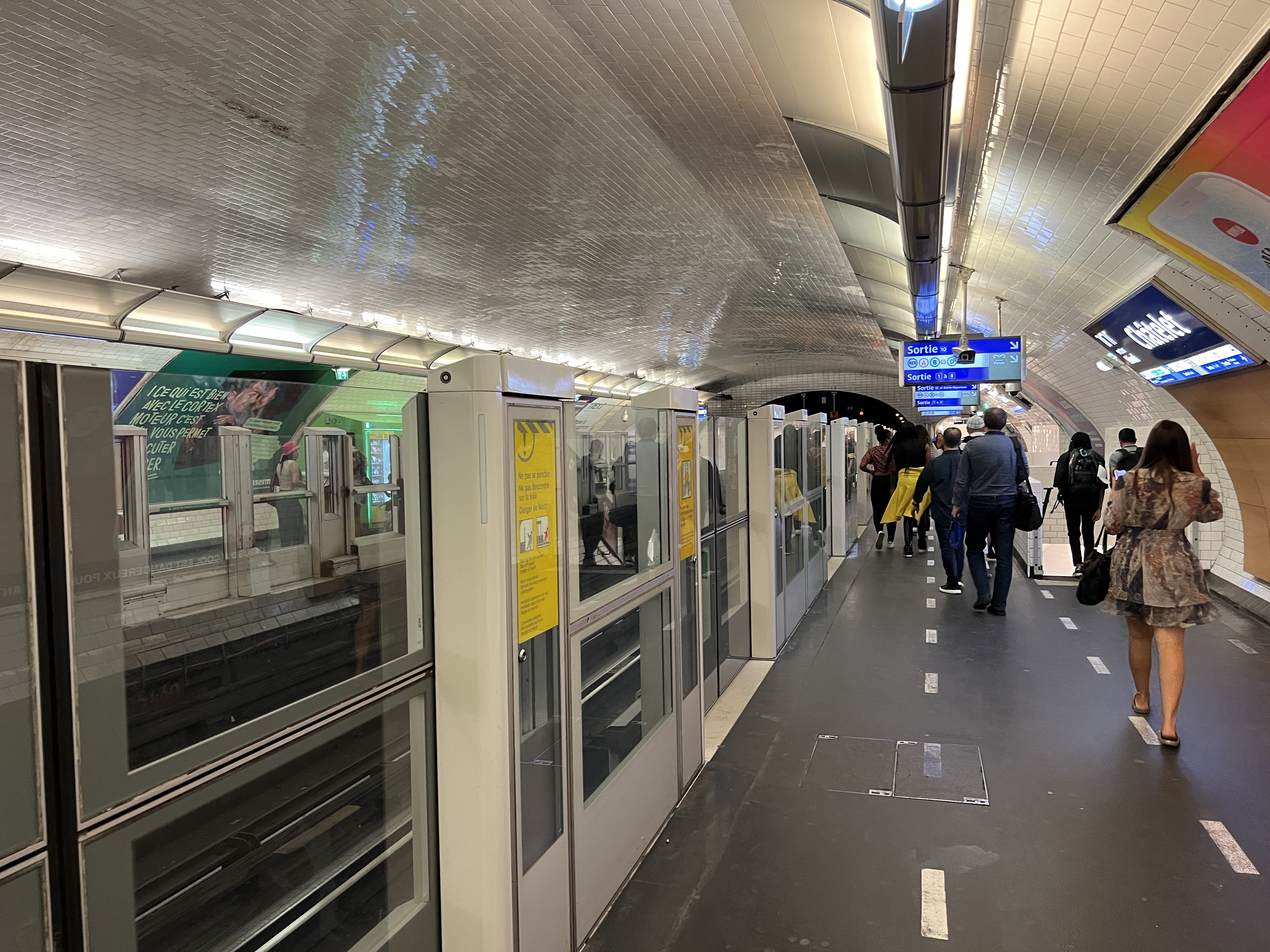
Linje 1
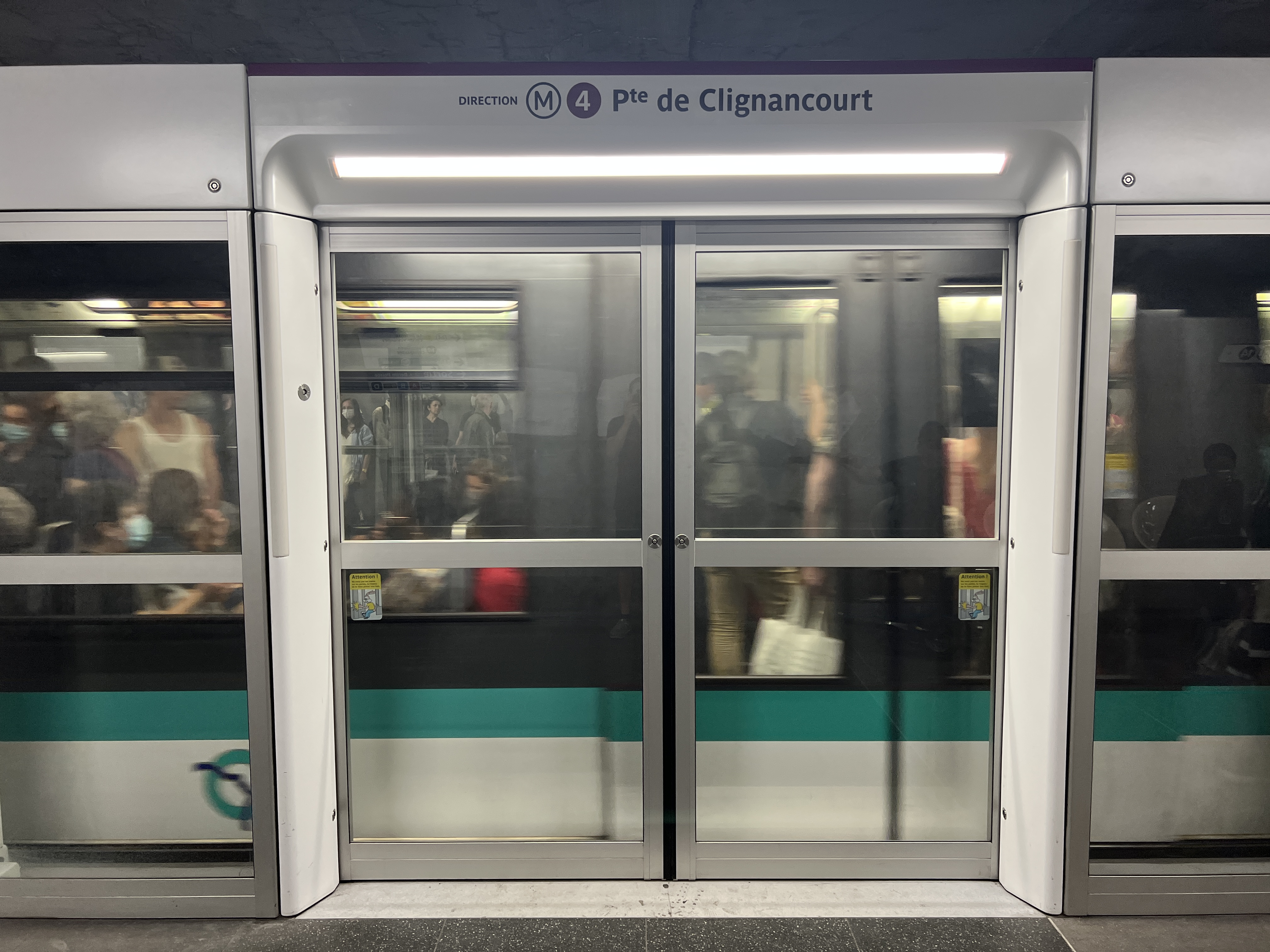
Linje 4
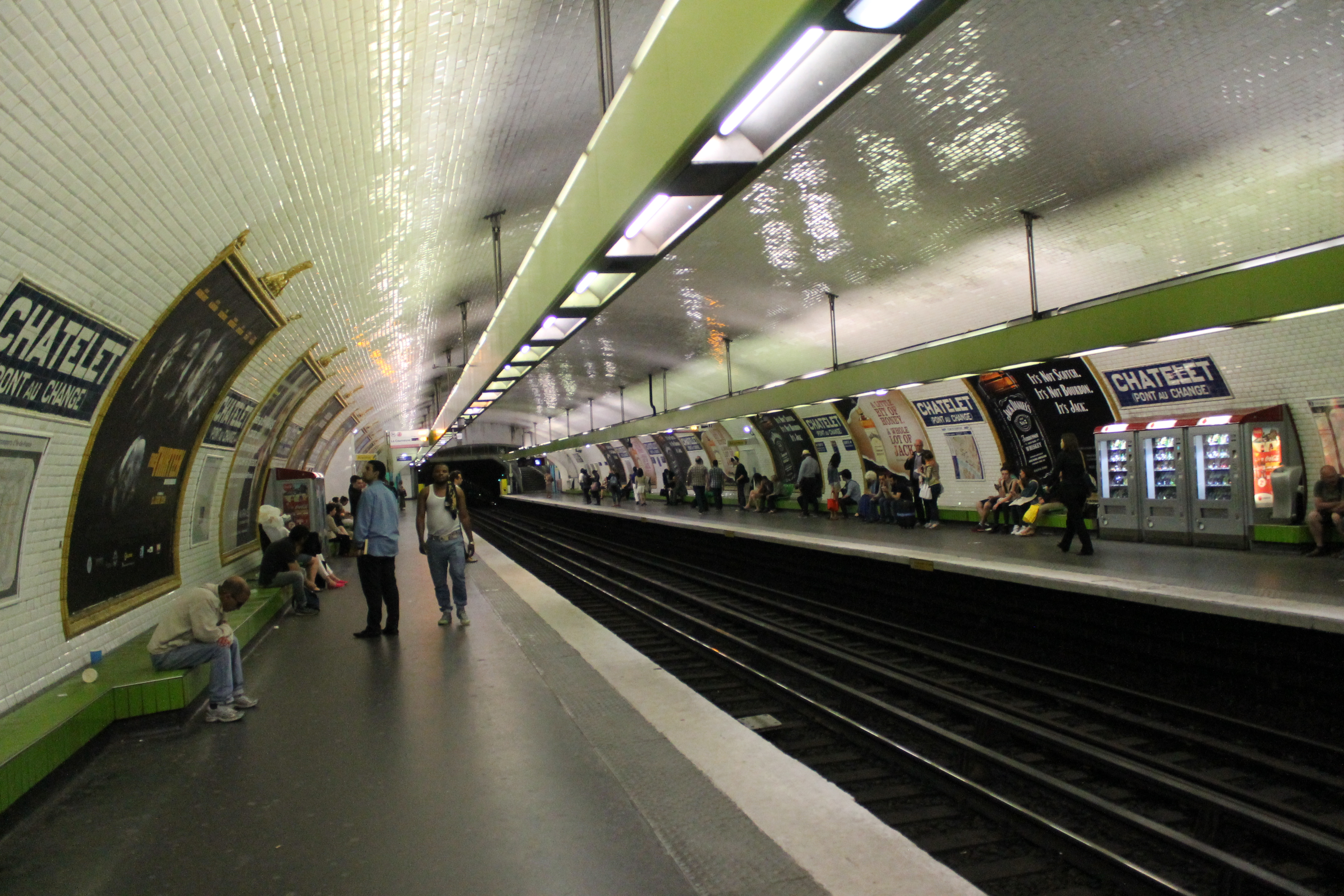
Linje 7
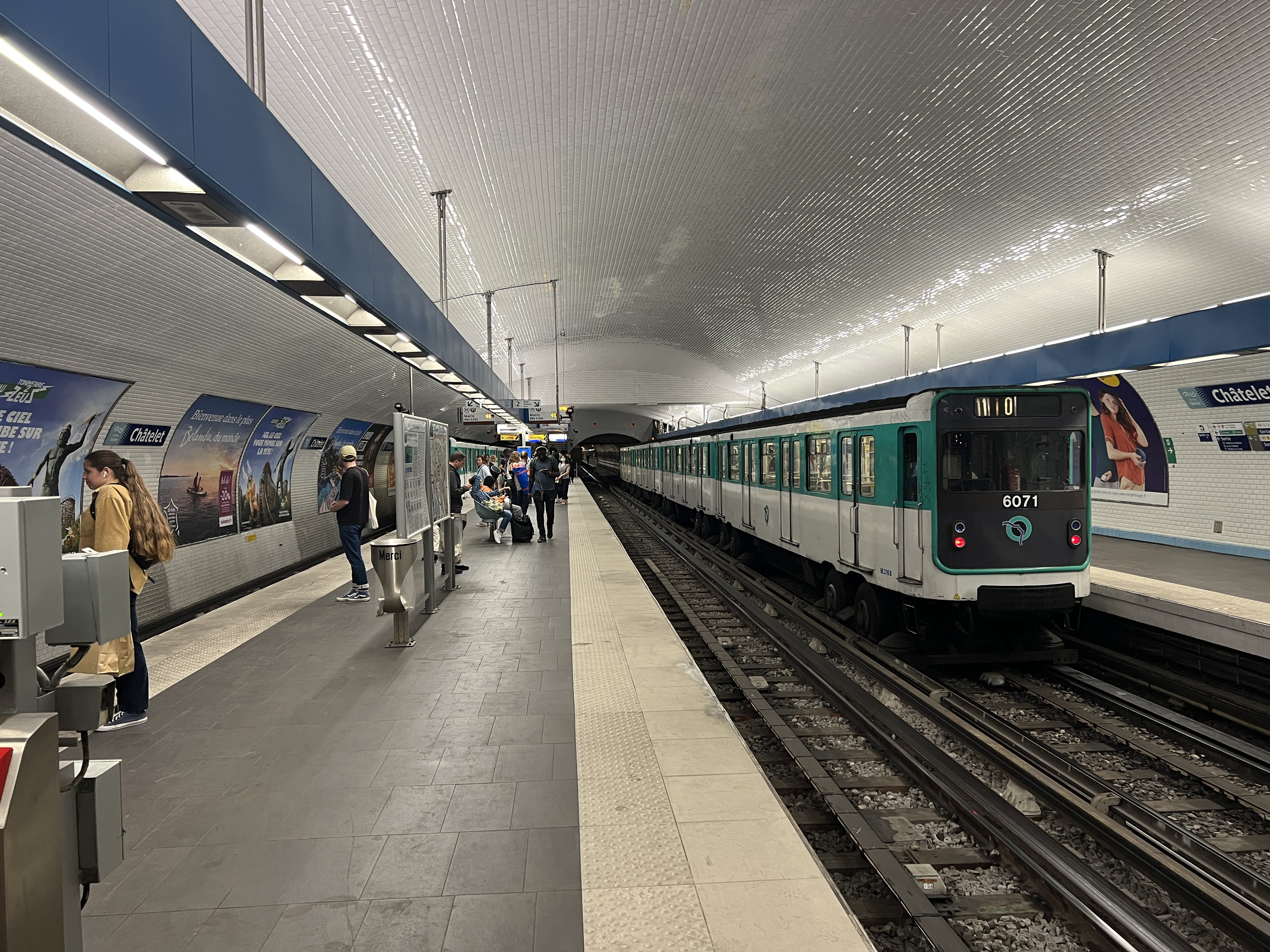
Linje 11 med 3 spår
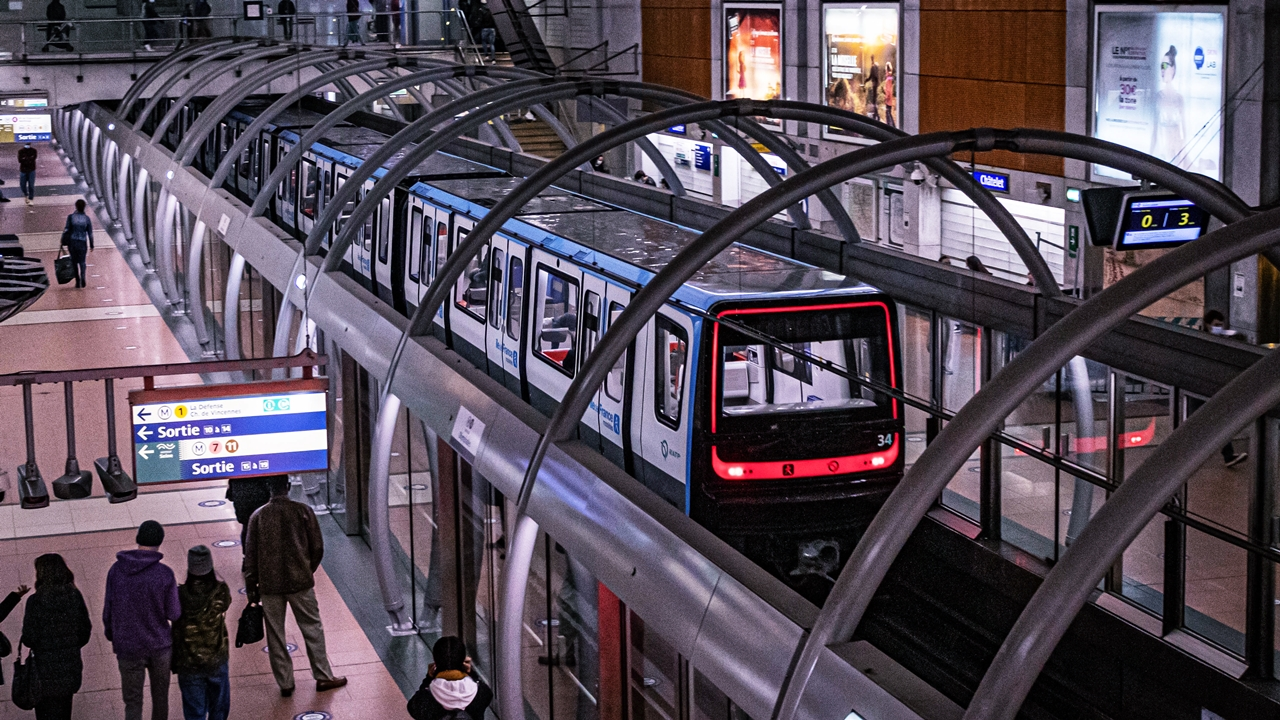
Linje 14
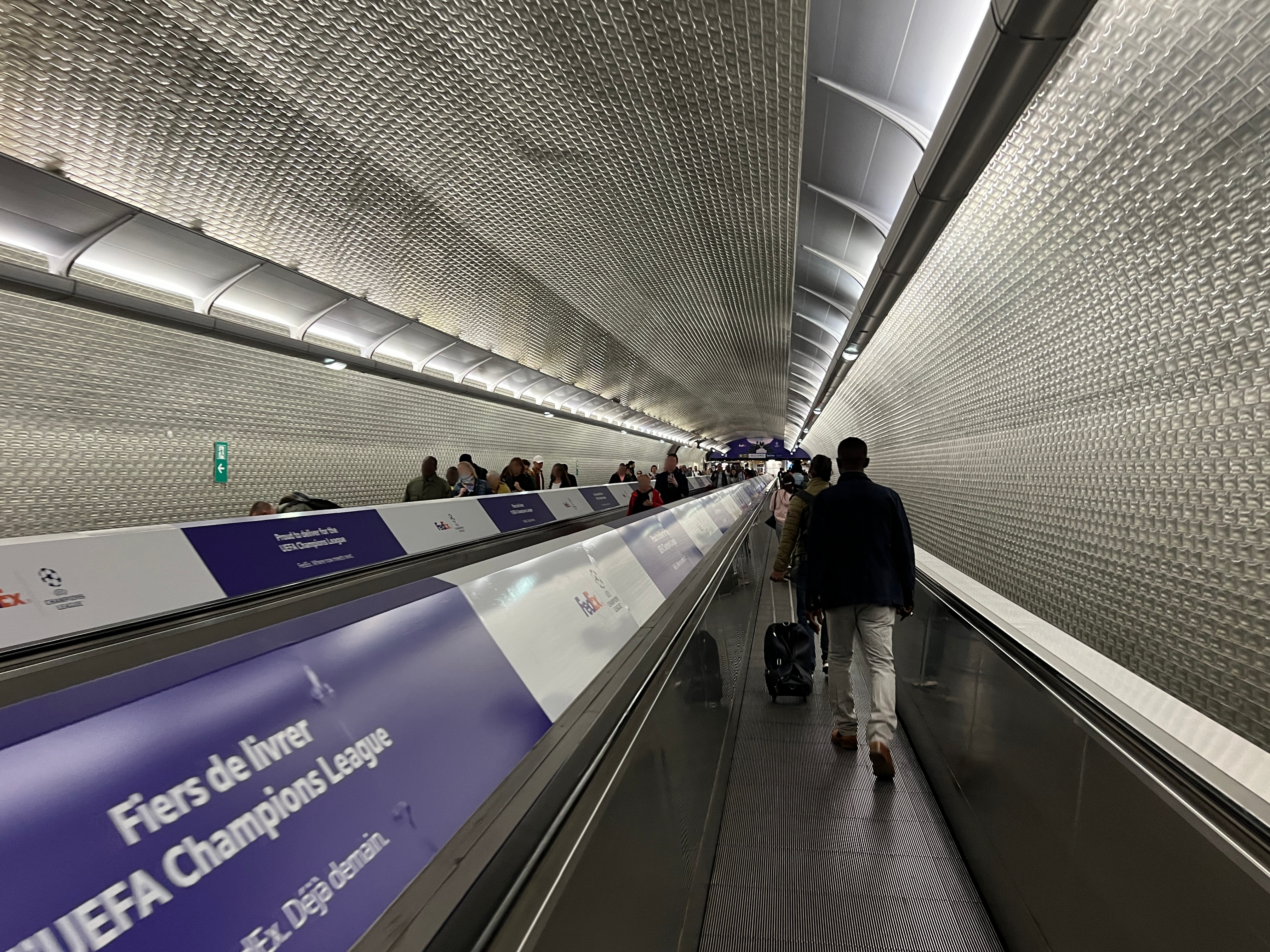
Rullband mellan Châtelet och Châtelet-Les Halles
Karta över stationsområdet.